# 飛田博
飛田 博（とびた ひろし、1968年4月7日 -）は、日本の弁護士である。飛田＆パートナーズ法律事務所代表パートナー弁護士。東京弁護士会所属（登録番号：25494、登録年度：1997年）。
東京都生まれ。都立日野台高校、早稲田大学法学部出身。

## 経歴
- 1992年3月 早稲田大学法学部卒
- 1994年10月 司法試験合格
- 1995年4月 司法修習所入所（４９期）
- 1997年4月 東京弁護士会弁護士登録（登録番号25494） 五月女五郎法律事務所入所
- 2000年3月 西村総合法律事務所（現：西村あさひ法律事務所）入所
- 2010年8月 飛田博法律事務所開設
- 2010年11月 ウイズダム法律事務所合流
- 2015年6月 飛田&パートナーズ法律事務所開設

## 主な著書・著作
- 不動産研究1999年7月号62頁～70頁　『[判例研究]建物のサブリース契約における賃料減額請求の可否』
- 不動産研究2000年7月50頁～59頁　『[判例研究]抵当権者が権利の目的である建物の所有権の不法占拠者に対する妨害排除請求権を代位行使して直接抵当権者に建物を明渡すよう求めることができるか（積極）』
- 西村ときわ法律事務所（現西村あさひ法律事務所）編　『英訳会社法』（商事法務、2004年3月）
- 西村ときわ法律事務所（現西村あさひ法律事務所）編　『ファイナンス法大全アップデート』（商事法務、2006年2月）第10章第2節3「私的整理に関するガイドライン」部分
- 松嶋英機編　『民事再生法入門改訂第3版』（商事法務、2009年7月）第2章、第8章、第10章部分
- 松嶋英機他編　『企業倒産・事業再生の上手な対処法〔全訂新版〕』（2006年2月）「私的整理に関するガイドライン」及び「特定調停」に関する部分
- 区画整理2008年4月号45頁~62頁　『土地区画整理組合の再建－君津市郡土地区画整理組合の例－』[弁護士小澤英明・弁護士飛田博]
- 国税速報連載　『判例解説　非公開会社実務に役立つ判例法』①～⑤（国税速報2008年3月6日号、同年3月10日号、同年4月3日号、同年5月29日号、同年6月23日号）
- ターンアラウンドマネージャー2008年9月号82頁～86頁　『土地区画整理組合の再建のポイント』
- 区画整理士会報2010年5月号4頁～8頁　『弁護士からみた土地区画整理組合の再生』
- 大坪和敏・飛田博著　『図解とフローチャートによる倒産法の実務ガイドブック』（大蔵財務協会、2012年9月）
- 飛田博・萩原勇・佐藤実加著　『あなたの会社を強くする！　中小企業経営に役立つ判例30選』（大蔵財務協会、2013年6月）会社法判例解説部分を執筆